# دنیلو اولیویرا
دنیلو اولیویرا (پرتغالی: Danilo Oliveira؛ زادهٔ ۲۹ آوریل ۲۰۰۱) بازیکن فوتبال اهل برزیل است که در پست هافبک برای باشگاه فوتبال ناتینگهام فارست در لیگ برتر فوتبال انگلستان بازی می‌کند.
از باشگاه‌هایی که دنیلو در آن بازی کرده‌است می‌توان به باشگاه فوتبال پالمیراس اشاره کرد که به همراه این تیم در مسابقات جام باشگاه‌های جهان ۲۰۲۱ حضور داشت و توانست توپ برنز مسابقات را کسب کند.